# Simon Srugi
Simaan Srugi
Simon Srugi ou Simaan Srugi, né le 27 juin 1877 à Nazareth, mort le 27 novembre 1943, est religieux salésien à Beit Gemal en Palestine. Simple frère, tour à tour enseignant, meunier et infirmier, il est réputé pour son attention aux démunis, pour sa douceur et pour sa vie spirituelle. Sa cause en béatification est en cours, il est reconnu vénérable par l'Église catholique.

## Biographie

### Jeunesse
Simon Srugi naît à Nazareth, en Galilée, le 27 juin 1877, dans une famille de dix enfants, dont il est le plus jeune,.
À l'âge de trois ans ou de six ans, il perd ses deux parents en l'espace de quelques mois. Il est alors d'abord pris en charge par sa grand-mère, puis entre en 1888 à l'orphelinat catholique de Bethléem.
Cet orphelinat est dirigé par un prêtre qui devient salésien en 1891 sur les conseils du pape. Simon Srugi aime tellement l'établissement qu'il demande à 16 ans à devenir salésien lui aussi.

### Frère salésien, enseignant, meunier, infirmier
Simon Srugi est alors envoyé à Beit Gemal, à l'école agricole et religieuse, où il termine ses études et effectue son noviciat. Devenu frère salésien, il reste toute sa vie dans cet établissement où il travaille sans cesse.
Il enseigne à l'école auprès des jeunes musulmans qui l'appellent « Mu'allem Srugi » et apprécient sa bonté. Il s'occupe aussi du moulin, pour les fermiers de la région qui lui apportent leur grain. Il est également l'infirmier, faute de médecin dans la région, et les malades viennent le voir de cinquante villages alentour, pauvres pour la plupart. Il agit envers eux comme le Bon Samaritain de la parabole, s'occupe tout particulièrement des malheureux, les soigne et les nettoie, tout en leur parlant de Jésus et Marie.
Les gens disent de lui que « ses mains ont le pouvoir et la bonté d'Allah » et aussi : « Après Allah, Srugi est venu ». Il accomplit ce que Don Bosco attendait de ses Salésiens : le contact rapproché avec les gens, la prédication de l'Évangile par l'exemple en actes et en prière. Beaucoup viennent le voir pour qu'il leur impose les mains, les mères amènent leurs enfants pour qu'il les bénissent, les personnes en conflit lui soumettent leurs différends, il œuvre pour la paix.

### Réputation de sainteté
Lorsque Don Rua, supérieur des Salésiens, visite l'établissement en 1908, il demande de bien suivre ce que fait le frère Simon Srugi, de noter ses paroles et ses actes, et affirme que c'est un saint. Cette réputation de sainteté est largement partagée, son entourage sent bien la force de son lien à Dieu. Il se nourrit de l'eucharistie et de l'Évangile, et passe tout son temps libre devant le Saint-Sacrement.
Épuisé par son travail et victime du paludisme, Simon Srugi meurt à 66 ans le 27 novembre 1943. Ses obsèques attirent beaucoup de monde. Il est enterré à Beit Gemal près de la tombe de saint Étienne.

## Procédure de béatification
La cause pour la béatification de Simon Srugi est ouverte le 5 novembre 1964. 
Le pape Jean-Paul II le déclare vénérable en reconnaissant l'héroïcité de ses vertus le 2 avril 1993.